# Upiór w operze (film 1943)
Upiór w operze (ang. Phantom of the Opera) – amerykański film grozy z 1943 roku w reżyserii Arthura Lubina. Film jest adaptacją powieści Gastona Leroux. Zdobył dwa Oscary: za zdjęcia barwne i scenografię w filmie barwnym.
W Polsce dystrybutorem filmu było Przedsiębiorstwo Państwowe Film Polski.

## Fabuła
Eric Claudin jest skrzypkiem w paryskiej operze. Jest zakochany w pięknej sopranistce Christine. Pewnego dnia wdaje się w bójkę, podczas której zostaje oblany kwasem i na zawsze oszpecony. Od tej chwili błąka się po podziemiach opery.

## Obsada
- Claude Rains – Erik Claudin
- Susanna Foster – Christine DuBois
- Nelson Eddy – Anatole Garron
- Edgar Barrier – Raoul D’Aubert
- Jane Farrar – Biancarolli
- J. Edward Bromberg – Amiot
- Fritz Feld – Lecours
- Frank Puglia – Villeneuve
- Fritz Leiber – Franz Liszt
- Steven Geray – Vercheres
- Miles Mander – Pleyel

## Nagrody i wyróżnienia[3]
- Oscar za najlepszą scenografię w filmie barwnym (Alexander Golitzen, Ira Webb, John B. Goodman, Russell A. Gausman)
- Oscar za najlepsze zdjęcia w filmie barwnym (Hal Mohr, W. Howard Greene)